# A Lenda de Korra
A Lenda de Korra, em inglês The Legend of Korra,  é uma série que dá continuidade aos acontecimentos de Avatar: The Last Airbender e foi exibida no canal Nickelodeon, nos Estados Unidos. Em 21 de julho de 2010, Brown Johnson, presidente da Nickelodeon, anunciou que o canal começou a produzir, em seus estúdios, uma continuação da série. Teve estreia nos Estados Unidos em 14 de abril de 2012 e conta novamente com a autoria de Michael Dante DiMartino e Bryan Konietzko.
No Brasil a série foi localizada pelo estúdio de dublagem Som de Vera Cruz e estreou dia 8 de setembro de 2012 na Nickelodeon e dia 22 de julho de 2015 no SBT. Em Portugal a série estreou no mesmo dia de estreia no Brasil e emitiu também no Nickelodeon.
No Brasil, foi exibido entre 8 de setembro de 2012 a 13 de junho de 2015, sendo a 1ª temporada de 8 de setembro a 15 de dezembro de 2012, a 2ª entre 21 de fevereiro a 4 de abril de 2014, a 3ª temporada entre 1 de novembro a 13 de dezembro de 2014 e a quarta e última temporada entre 2 de maio a 13 de junho de 2015, na Nickelodeon.
A 3ª temporada foi ao ar primeiro no site da Nickelodeon, no Mundonick.com, entre 1 a 13 de outubro de 2014.
Foi reexibida pela Nickelodeon entre 14 de junho a 19 de julho de 2015, sábados e domingos, substituindo Kenan & Kel e sendo substituída pela série Drake & Josh.
Em Portugal foi exibida, no Nickelodeon, entre 8 de setembro de 2012 a 4 de setembro de 2015, não sendo exibida a 2 ª temporada.
Em 2015, o SBT adquiriu os direitos da série, sendo exibida entre 22 de julho a 21 de agosto de 2015, dentro do Bom Dia & Cia. Na emissora não foi exibida a 4ª temporada da série.

## Enredo

### Livro 1:Ar
A série se passa 70 anos depois dos eventos de Avatar: A Lenda de Aang e segue as aventuras do Avatar seguinte, uma dedicada, rebelde e destemida adolescente da Tribo da Água do Sul chamada Korra. Com três dos quatro elementos já dominados (água, terra e fogo), Korra vai em busca da dominação de seu elemento final: o ar, já que na série passada, Aang é o último dominador de ar. Sua busca a direciona para o epicentro do mundo Avatar moderno, Cidade República, uma metrópole movida a tecnologia a vapor. É um cenário onde dominadores e não dominadores vivem e prosperam. Contudo, logo Korra descobre que Cidade República é atormentada por crimes assim como uma crescente revolução antidominadores que ameaça estourar, iniciada pelo vilão Amon. Sob a tutela do filho de Aang com Katara, Tenzin, Korra começa seu treino de dominação de ar enquanto lida com enormes perigos e vai contar com novos personagens nessa batalha como os irmãos Mako e Bolin, e Asami Sato, não dominadora mas que possui grandes habilidades na luta. Mako e Bolin apesar de serem irmãos, dobram elementos diferentes; Bolin dobra a Terra e Mako dobra o Fogo. Korra entra para "Os Furões de Fogo", um time de dominação profissional. Amon, diferente de muitos outros, tem um poder especial; ele diz ter sido escolhido pelos espíritos para livrar o mundo da dobra, sendo assim capaz de retirar a dobra de qualquer pessoa. No final do Livro 1, Korra derrota Amon, mas perde sua dobra, contudo liberarando sua dobra de ar no processo. No Póllo Sul, nem Katara consegue liberar as dobras de Korra. Depois de fugir e chorar, ela finalmente consegue se conectar com Aang que devolve as dobras a ela por meio de dobra de energia. No final do Livro 1, ela devolve as dobras a Lin Beifong, filha de Toph Bei Fong, usando a habilidade que Aang a cedeu.

### Livro 2:Espírito
No livro 2, os espíritos estão atacando a Tribo da Água do Sul, para onde Korra vai. Ela é atacada por um espírito sombrio e quase é morta, sendo salva pelo seu tio Unalaq, que conseguiu purificar o espírito. Após isso, ela korra fica com mako ,decide ficar no Pólo Sul e ser treinada pelo seu tio. Tenzin e a sua família decidem tirar férias, e vão conhecer todos os Templos do Ar. Enquanto isso, Unalaq convence Korra a abrir o portal espiritual do Sul. Uma guerra civil começa entre a Tribo da Água do Sul e a Tribo da Água do Norte, Tonraq, pai de Korra, é acusado de tentar sequestrar o seu irmão Unalaq, e é condenado a morte, sendo salvo pela sua filha. Após t, Korra decide ir a Nação do Fogo em busca de apoio para pôr um fim na Guerra Civil, mas é atacada pelos seus primos, Eska e Desna, e em seguida atacada por um espírito sombrio. Korra acaba indo parar numa ilha, onde uma velha e sábia dominadora de fogo a ajuda. Korra se conecta com Wan, o primeiro avatar, e conhece a história de Raava e Vaatu. Korra finalmente percebe as intenções do seu tio em manter os portais abertos, então ela decide fecha-lós. Ela procura Tenzin para ser seu guia, todavia a escolhida é Jinora, filha dele. Korra e Jinora embarcam no Mundo Espiritual, porém Jinora é capturada pelo Unalaq. No fim do livro 2, durante a Convergência Harmônica, Unalaq se funde a Vaatu, e se torna o Avatar das Trevas, Korra/Raava lutam contra ele para manter a luz no mundo, porém Raava é destruída, assim como a vida de todos os avatares anteriores a Korra. Sem esperanças, Korra recebe ajuda de Tenzin, que a guia para a árvore do Tempo, Korra dobra a sua própria energia, e derrota Unavaatuu, mas a conexão com os antigos avatares é perdida. Ela decide manter os dois portais abertos, para que os humanos possam conviver com os espíritos; começando assim, uma nova era.

### Livro 3:Mudança
No livro 3, começam a surgir novos dominadores de ar graças à energia liberada no mundo pela Convergência Harmônica, e Tenzin e Korra decidem viajar pelo mundo e reunir esses novos dominadores, na intenção de reerguer a extinta nação dos Nômades do Ar. Por causa disso, o Avatar entra em conflito com a Rainha da Terra, que estava aprisionando os dobradores de ar que surgiram em seu território para formar um exército. Enquanto isso, Zaheer, um monge aprisionado há 13 anos em uma cela guardada pelos oficiais da Lótus Branca, descobre que também ganhou poderes de dominador de ar e, graças às suas novas habilidades, consegue escapar. Ele parte então em viagem pelo mundo a fim de libertar seus três companheiros que também estavam cativos em prisões projetadas especialmente para cada um deles: Gazhan, um dominador de lava, Ming Hua, uma dominadora de água sem braços, e P'li, que tem a capacidade de explodir coisas com a mente usando o olho tatuado em sua testa. Juntos, os quatro formam a ordem da Lótus Vermelha, uma sociedade secreta que tem como objetivo destruir toda forma de governo do mundo, pois acreditam que a ordem natural das coisas é o caos. Eles tentam sequestrar Korra na intenção de assassiná-la quando ela estivesse em seu estado Avatar (pois dessa forma, o Avatar não renasceria e o ciclo se quebraria). Com a ajuda de seus amigos, Korra sobrevive, porém fica com grandes sequelas. Ela foi cuidada pela Asami até ir para a Tribo da Água do Sul se recuperar ao lado de sua família.

### Livro 4:Equilíbrio
O Livro 4 se passa 3 anos após Korra derrotar a Lótus Vermelha. Korra ficou se recuperando no polo sul pelos últimos anos, se isolando até de seus amigos, e não respondendo à nenhuma carta exceto por uma de Asami. Após esse dois anos e meio, Korra fugiu com a mentira de que iria voltar à Cidade República, e não se sabe seu paradeiro até então. Muita coisa mudou em cidade República e no Reino da Terra. Kuvira e seu exercito de dominadores de metal tentam restaurar a ordem no Reino da Terra, obrigando moradores a cooperarem com ela em troca de proteção. A real intenção de Kuvira é unificar o Reino da Terra e transformar o reino em Império da Terra. Korra reaparece, lutando sozinha em ringues em alguma cidade do Reino da Terra, ainda traumatizada com a luta contra Lótus Vermelha que a deixou sem os movimentos das pernas. Ela se recorda do que aconteceu, e de como a Katara a ajudou a recuperar seus movimentos, mas ela ainda não esta psicologicamente pronta para voltar, e fica vendo o seu próprio fantasma de 3 anos atrás que a persegue, mostrando que a mente pode ser nossa melhor amiga ou o mais cruel dos inimigos. Neste livro, a Avatar Korra conta com uma ajuda especial de alguém que se acreditava estar desaparecida ou morta, Toph Bei Fong. Tenzin manda seus filhos - Jinora Ikki e Meelo - em uma missão para achar o Avatar desaparecido. Após chegarem a um pântano, com a ajuda de Toph Korra consegue se conectar à energia deles, fazendo com que a achem. Korra então retira o resto de veneno que estava em seu corpo, podendo entrar no Estado de Avatar novamente. Após descobrir que Kuvira está tentando tomar ZaoFu, ela prefere ir até lá em vez de voltar para a Ilha do Templo do Ar. Ela consegue convencer Kuvira a não atacar por um certo tempo. Suyin se precipita e tenta raptar a Kuvira, mas acaba caindo numa armadilha e sendo capturada. Kuvira diz que se Korra vencesse ela numa batalha, poderia tomar ZaoFu e Suyin de volta. Contudo, Korra perde e retorna à Cidade República de mãos vazias. Chegando lá, Korra e Opal contam a Tenzin o que aconteceu. Logo após isso, Korra se reencontra à Equipe Avatar, indo a um restaurante com Asami, Mako e Wu. Wu então vai ao banheiro e desaparece, fazendo a velha equipe ir atrás dele. Com o mesmo método que ela usou no pântano, Korra se conecta à energia dele e o encontra. Eles então o salvam e o leva para a casa da Asami, onde Mako e sua família estão “hospedados”. Ao voltar para a Ilha do Templo do Ar Korra e Asami têm uma conversa sobre se o Avatar é realmente importante ou não. Tenzin interrompe e os dois apoiam Korra. Depois disso, Jinora e outros dobradores de ar são capturados pelas trepadeiras espirituais de Cidade República. Ao fracassar em salvá-los, Korra decide encontrar Zaheer para enfrentar seus medos. Ele a ajuda a entrar no Mundo Espiritual e se reconectar com Raava. Bolin, Opal e Lin vão a uma missão para salvar sua família. Eles acham Toph no caminho, que os ajudam a salvar os Beifong. A missão é bem sucedida, e eles descobrem que a Kuvira está criando uma arma poderosa com as trepadeiras espirituais e planeja atacar cidade república em uma semana. Chegando lá, eles avisam o presidente sobre a arma e eles preparam tudo, porém Kuvira os surpreendem chegando uma semana antes do esperado num robô gigante. Após uma épica batalha, a arma cai numa floresta e Kuvira vai atrás dela, seguida de Korra. Por estar em contato com as trepadeiras espirituais, a arma não pôde ser desligada e quase mata Kuvira. Korra dobra à energia da arma e cria um novo portal espiritual, onde ela entra com Asami de mãos dadas após o casamento de Varrick e Zhu-Li no final do último episódio.
Guerras territoriais-
Após a quarta temporada de A lenda de Korra a história continua em quadrinhos, nesse nós temos a confirmação do relacionamento de Korra e Asami (Korrasami) a também um novo vilão Hakubo líder da Ameaça Tripla

## Episódios
No dia 14 de Abril de 2012 foi exibido o primeiro episódio da série, e teve uma grande recepção. Durante a ComicCon 2012, foi confirmado que a série terá 52 episódios (contando com os já exibidos), divididos em 4 temporadas. A primeira temporada é chamada de “Livro 1: Ar” e o primeiro episódio chama-se "Bem Vindo a Cidade República”. A segunda temporada chama-se “Livro 2: Espíritos”, estreou no dia 13 de Setembro de 2013, e foi finalizada no dia 22 de Novembro de 2013. A terceira temporada, “Livro 3: Mudança”, teve sua transmissão na televisão cancelada por motivos de baixa audiência, mas os episódios continuaram a sair em plataforma digital. O “Livro 4: Equilíbrio” estreou em 3 de outubro de 2014, com a sua finale em 19 de dezembro do mesmo ano, dando um fim à série.

## Personagens

### Korra
Korra é uma jovem Avatar, assume a idade de 17 anos no Livro 1, e a de 18 anos no Livro 2. Mostra-se sempre madura e destemida, sem aspectos de fragilidade mental e física exacerbados. Porém, se apresenta relativamente instável quando se depara com conflitos de administração dos mundos espiritual e físico; a instabilidade é claramente lógica por sua falta de experiência com o papel de Avatar que exerce. Domina muito bem os elementos água, fogo e terra, revelando dificuldades na dobra do ar desde o primeiro capítulo da série, mas com o tempo, também aprende a dominá-lo com maestria. Durante o primeiro livro, Korra estabelece um triângulo amoroso com Mako e Asami que se desfaz no segundo livro, quando Korra admite relacionamento sério com Mako, mesmo havendo eventuais inconstâncias amorosas entre os dois. Korra e Mako decidem ser apenas amigos a partir do episódio 14 do Livro 2, pois ambos tinham muitas responsabilidades. A partir do livro 3, Korra começa a desenvolver uma amizade mais forte com Asami, que se torna amorosa ao final do Livro 4.

### Mako
Korra e Asami, ao lado de Mako e Bolin, compõem a Equipe Avatar. Mako é o mais velho e seu nome é um tributo ao dublador original de Iroh I. Ele é um dobrador de fogo e também domina a sub-dobra de raios. É o mais racional e sério dos dois irmãos, devido ao passado em que seus pais morreram quando tinha apenas 8 anos e ele teve que cuidar sozinho de Bolin nas ruas. No primeiro livro vive um triângulo amoroso com Korra e Asami, namorando com a não-dominadora do episódio 4 ao 10, com uma traição onde no episódio 5 Korra o beija, e eles finalmente se tornam um casal no capítulo 12. No segundo livro vira detetive da Polícia de Elite, e termina com Korra no episódio 5. Ela não se lembra de nada por conta de um espírito sombrio que havia a atacado, então ele volta com ela no episódio 11. No episódio 14 da segunda temporada, ele e Korra decidem serem apenas amigos, pois ambos têm grandes responsabilidades e não dão certo um para o outro.

### Bolin
Bolin tem 16 anos e é mais imaturo, engraçado, brincalhão, atrapalhado e rebelde que seu irmão. Um ótimo dominador de Terra, muito ingênuo e influenciável. Nos primeiros episódios do Livro 1, disputa com seu irmão o amor da Avatar, mas acaba a esquecendo. No primeiro episódio do livro 2, porém, acaba se apaixonando com Eska, prima de Korra, mas logo rompe com a "princesinha emburrada do Norte". Varrick o transforma em Nuktuk, um astro de série de televisão. Durante o Livro 3 ele se apaixona por Opal, que compartilha o sentimento. Ele também descobre que é um dobrador de lava em meio a uma situação de vida ou morte no templo do ar do Norte.[carece de fontes?] No Brasil, é dublado por Charles Emmanuel.

### Asami Sato
É uma jovem não-dobradora de 18 anos e filha de Hiroshi Sato. Asami viveu uma vida de luxo, mas apesar de suas roupas extravagantes e educação ela também pode ser difícil. Ela é um piloto e sabe lutar muito bem, já que teve dinheiro e recebeu o melhor treinamento. É também uma grande fã de dobra profissional e vai a todo jogo. Se junta ao Time Avatar depois que seu pai revela ser um Igualitário, e vive um romance com Mako (só até o décimo episódio do Livro 1). No Livro 2, assume os negócios das Indústrias Futuro, e para não falir, associa-se com Varrick, grande empresário da Tribo da Água do Sul. Ela volta brevemente com Mako, mas o relacionamento termina definitivamente nesta mesma temporada. No Livro 3, ela e Korra se aproximam mais e iniciam uma amizade íntima e uma grande ligação. No final da série ela vai para o mundo espiritual de mãos dadas com Korra, mostrando que a amizade evoluiu para um relacionamento romântico entre as duas.

### Tenzin
Tenzin é o filho mais novo do Avatar Aang com Katara. Tem 51 anos é o dominador de Ar mais experiente que o mundo tem atualmente, muito sério e rígido até mesmo com sua família. Sua aluna Korra te dá mais dor de cabeça que os filhos Ikki e Meelo. Foi mostrado na segunda temporada que ele era o filho mais próximo de Aang, por ser dominador de ar. Durante a série, é o único que aparentemente tem uma família (esposa e filhos). Tenzin nunca conseguiu entrar no Mundo Espiritual, e se culpa por não ser capaz de fazer isso. No episódio 13 da segunda temporada, ele reencontra o seu pai Aang no Mundo Espiritual. No Livro 3, ele ajuda o Avatar a encontrar os dobradores de ar Perdidos pelo reino da Terra.

### Pema
A esposa de Tenzin tem 35 anos. Mãe de 4 filhos, parece ser muito ocupada e não se incomoda em expressar suas opiniões quando em família. Sua atenção é voltada, quase sempre, para Rohan, seu filho mais novo.

### Jinora
A filha mais velha da Pema e do Tenzin tem 10 anos. Dominadora de ar, inteligente, quieta e na sua, é solidária com os irmãos e um pouco impaciente com Ikki ou Meelo. No episódio 10 do livro 2 é revelado que Jinora tem a capacidade de entrar e sair do Mundo Espiritual, coisa que seu pai não consegue fazer, e era uma das muitas expectativas de Aang para Tenzin (tanto que Bumi o chama para entrar no clube "eu decepcionei o papai"). Ela é quem guiará Korra nas suas jornadas com os Espíritos. Ótima dominadora de Ar. Parece gostar de Kai, sendo a mais próxima dele.

### Ikki
Filha do meio de Tenzim com 7 anos. A garotinha fala demais, é elétrica e explosiva. É dobradora de ar e protege quem importa para ela.

### Meelo
Com 5 anos, era o filho caçula de Tenzin até o nascimento de Rohan no fim do Livro 1. Meelo é indisciplinado e não tem medo de dizer o que lhe vem à mente, o que as vezes causa certos constrangimentos aos que estão ao redor. Apesar de pequeno, demonstra grande habilidade na dobra do ar, tendo ele mesmo inventado uma modalidade não muito usual, chamada extra oficialmente pelos fãs da série de "fartbending" (dobra de puns, em tradução livre). Tem um espírito de liderança nato, e mostra talento em comandar pessoas e animais.

### Tonraq e Senna
São os pais da Avatar. Tonraq é o irmão mais velho de Unalaq e por causa deste foi banido da Tribo da Água do Norte. Senna é a sua esposa e parece ser mais calma e compreensiva do que o marido e a filha. O jeito cabeça-dura dos dominadores de Água da sua casa vive criando confusões entre pai e filha. Tonraq é acusado de tentar sequestrar Unalaq e acaba indo a julgamento. Na prisão, Korra tenta liberta-lo, mas ele insiste para sua filha que ela não faça isso. Ele é mandando para a Tribo da Água do Norte, mas Korra o salva antes dele chegar lá. Tonraq luta bravamente contra Unalaq para defender a Tribo da Água do Sul, onde ele é gravemente ferido. No final do Livro 2, ele se torna o novo chefe da Tribo da Água do Sul.

### Unalaq
Unalaq é o Comandante da Tribo da Água do Norte. Sua sede de poder o fez criar uma cilada para seu irmão para bani-lo do Norte e depois, fingindo-se de treinador de Korra, usa sua sobrinha para abrir os portais do Mundo Espiritual no Sul e no Norte. Na verdade, ele estava do lado de Vaatu, o espírito das trevas e do caos. Após Vaatu ser libertado durante a Convergência Harmônica, Unalaq se funde a ele, tornando assim o "Avatar das Trevas", com a intenção de destruir todas as nações e comandar o mundo durante os próximos dez mil anos. Durante a sua luta com Korra, Unavaatu, retira Raava de Korra, assim destruindo todas as vidas dos Avatares anteriores à Korra. Unavaatu vai à Cidade República, onde novamente enfrenta Korra. Desta vez ela está na sua forma espiritual, dominando sua energia. Korra encontra a luz dentro das trevas, e purifica Vaatu, o derrotando. Contudo, Korra não consegue salvar Unalaq.

### Eska e Desna
Gêmeos de 16 anos, são os filhos de Unalaq e primos de Korra. Eska obriga Bolin a se casar com ela no episódio 3 do livro 2; ambos parecem não ter sentimentos e serem apenas manipuladas por seu pai. Porém, durante uma tentativa de abrir o portal, na qual Desna é seriamente ferido, Eska abandona seu pai para cuidar do irmão. Desna não parece ser ciumento em relação à sua gêmea, e não mostra sua personalidade por ser ainda mais calado e sério que Eska.

### Varrick
Comerciante da Tribo da Água do Sul, faz todos os tipos de negócios com quase todos os donos de empresa e quer expandir seus lucros pelo mundo, realizando o filme "As Aventuras de Nucktuk" e tomando o controle das Indústrias Futuro. Parece ser malvado, mas não assume um lado certo na série. No dia da estreia do seu filme, ele cria um ataque falso contra o presidente de Cidade Republica, com a intenção de fazer com que ele acredite que o ataque foi provocado pela Tribo da Água do Norte e apoie a Tribo da Água do Sul na guerra civil. No Livro 4, Varrick trabalha para Kuvira, com um experimento que em mãos erradas, pode ser letal para a humanidade.

### Amon (Noatak)
Amon é o vilão da primeira temporada. Líder do movimento igualitário, demonstra uma habilidade que até então se achava ser exclusiva do Avatar; o poder de retirar a dobra das pessoas. Sua verdadeira identidade é Noatak, um dobrador de água com um dom muito raro que é o de dobrar sangue sem que seja noite de lua cheia, assim como seu irmão Tarrlok e seu pai Yakone. Um criminoso dobrador de sangue, Amon engana todos com seu 'dom divino' de anular a dobra de qualquer um, quando na verdade é uma herança paterna da dominação proibida de sangue.

### Naga, Pabu e Oogie
Naga é a guia animal de Korra (e segundo ela, sua melhor amiga). Ela é um cão-urso-polar (fusão de cão com urso polar). Pabu é o mascote de Bolin, na história ele é um furão de fogo. Oogie é o bisão voador de Tenzin, assim como o do Avatar Aang, que achava que seu bisão voador o Appa, era o único da espécie.

### Lin Beifong
Chefe de Polícia da Força de Elite Dobradora de Metal da Cidade República, Lin Beifong é a filha mais velha de Toph, e de pai chamado Kanto. Ela é a cabeça de um importante grupo especializado em dobra de metal, ensinamentos concedidos pela própria mãe, que desenvolveu a técnica. Os guardas dobradores de metal fazem as leis a serem cumpridas. Lin Beifong já foi namorada de Tenzin, disputando o coração dele com Pema, a atual esposa. Vive em atrito com seu ex, mas se revela ser uma grande amiga. No Livro 2, sua personagem não tem grande participação. No livro 3, descobre que Lin possui uma meia-irmã mais nova por parte de Toph, Suyin Beifong. No livro 4, ela parece ficar cada vez mais próxima de uma de seus sobrinhos, filha de Suyin e nova dobradora de ar: Opal.

### Suyin Beifong
É irmã mais nova de Lin, e filha de Toph Beifong. Assim como sua irmã, ela também aprendeu a técnica de dominação de metal, diretamente com sua mãe. Quando adolescente era rebelde e irresponsável, causando transtornos para a família. Após se envolver em um incidente criminoso em Cidade República, ela parte de casa ruma ao desconhecido. Hoje, ela é líder do estado de Zaofu, onde se encontra o famoso Clã do Metal, uma cidade inteiramente construída através da dobra de metal. Foi Suyin quem ensinou a Avatar Korra a dominar a metal, no Livro 3. É também neste livro que Lin resolve seus conflitos familiares com ela. Sua liderança em Zaofu é tão bem admirada e próspera que a coloca como uma das líderes mundiais mais importantes de seu tempo, sendo até convidada a ser a nova rainha do Reino da Terra no Livro 4.

### Bumi
Filho mais velho do Avatar Aang e de Katara, tem por volta de 54 anos. Ex-comandante das Forças Unidas, no Livro 2 começa a viver com seu irmão caçula Tenzin e sua irmã Kya, além da cunhada e dos sobrinhos. Seu temperamento é muito parecido com o de Sokka, e é revelado que nunca atendeu as expectativas do pai sobre ele. No Livro 3, Bumi transforma-se num dobrador de ar graças às mudanças ocorridas no mundo pós-Convergência Harmônica.

### Kya
A filha do meio e única filha do Avatar Aang e de Katara, e apenas 3 anos mais nova que seu irmão Bumi. Com os ensinamentos de sua mãe Katara, Kya havia desenvolvido sua dobra d'água e habilidades de cura. Também é a mais racional dentre os três irmãos e tem um senso materno muito grande. O colar que usa parece mostrar que já foi ou é casada, mas ainda não foi dito nada a cerca disso na série. Tudo que sabemos é sobre sua sexualidade, que foi revelada lésbica nos quadrinhos. Kya recebeu esse nome em homenagem a sua avó, mãe de Katara.

### Os Igualitários (Bloqueadores de Chi)
São os "seguidores" de Amon. Eles aprenderam as técnicas de Ty Lee, que pode bloquear o poder dos dobradores por algum tempo. Eles usam essa técnica em uma revolução "anti-dominação" e usam armas elétricas para pegar dobradores.

### General Iroh II
Neto do senhor do fogo Zuko, é o general das Forças Unidas, exército que reúne soldados de todas as nações para garantir a paz e o equilíbrio entre elas. Seu nome é uma homenagem a falecido tio Iroh I. No Livro 1, teve um importante papel no combate à frota de aviões dos Igualistas, onde derrotou quase todos sozinho. No Livro 2, se comprometeu a ajudar Korra a proteger a Tribo da Água do Sul caso houvesse um ataque das tropas do Norte, mas foi impedido de tirar suas tropas do cais pelo presidente de Cidade República. Não teve mais nenhuma grande aparição até os quadrinhos de Korra.

### Hiroshi Sato
Fundador das Indústria Futuro e pai de Asami, é responsável por criar os "Satomóveis", os primeiros carros do universo Avatar. Se mostrava ser um grande admirador de dobradores, chegando até mesmo a patrocinar os Furões de Fogo, equipe de dominação profissional em que Korra, Mako e Bolin competiam. Mas descobriu-se na verdade que nutria ódio por dominadores desde que sua mulher foi morta por um dobrador de fogo da Tríade Agni Kai em um assalto, e que era o principal fornecedor de armas dos igualitários e um dos braços direitos de Amon. Após ser derrotado pela própria filha, foi condenado e preso por crimes contra a cidade e a população. No livro 4, ele se redime com sua filha Asami, porém morre no episódio 12 do Livro 4.

### Izumi
Filha de Zuko, mãe do General Iroh II e atual Senhora do Fogo. É especulado que seja filha de Mai, ainda que tal informação não tenha sido confirmada. É vista pela primeira vez durante o Livro 4.

### Tarrlok
Conselheiro Tarrlok foi o ex-representante da Tribo da Água do Norte na Cidade República. Era um político considerado justo e simpático pelo público em geral, no entanto era um homem ambicioso e manipulador que mantinha uma longa rivalidade com  Tenzin. Tarrlok procurou combater a revolução anti-dominadora com força bruta ao invés de negociações pacíficas. Ele estava disposto a ir a extremos para vencer o conflito contra os igualitários, mesmo que isso significasse atiçar as chamas de agressão e arriscando a vida de pessoas inocentes. Chegou a sequestrar Korra quando ela o confrontou e descobriu que ele possuía o poder de dobrar sangue mesmo sem a lua cheia, mas foi capturado em seguida por Amon e teve sua dobra retirada. Nessa hora descobriu que seu irmão Noatak era o homem por trás da máscara de Amon. Quando ele e Noatak fugiram de Cidade República em um barco, após o irmão ser derrotado por Korra e ter o plano descoberto, Tarrlok demonstrou um forte remorso, e preferiu explodir o motor do barco causando a morte de ambos ao invés de fugir impune.

### Yakone
Yakone era um criminoso que ameaçou Cidade República por muitos anos com seu poder de dominar o sangue até mesmo fora do período da lua cheia, o que achava-se que fosse impossível. Usava suas habilidades para ameaçar e manipular suas vítimas, e o fato de que até então não se sabia que era possível dominar sangue sem a lua cheia fazia com que não se conseguisse provas contra ele (segundo seu próprio advogado no dia de seu julgamento, Yakone estava sendo acusado de crimes impossíveis de serem cometidos). Mas após vários testemunhos, e de um relato do próprio conselheiro Sokka corroborando a existência de dobradores com habilidades notáveis, Yakone foi considerado culpado de todas as acusações e sentenciado à prisão perpétua. Porém, após a sentença, revelou finalmente seu poder e imobilizou todo o tribunal, conseguindo assim fugir, mas logo em seguida foi capturado por Aang e teve sua dobra retirada para sempre. Na prisão, conseguiu fugir com a ajuda de outros criminosos, passou por uma cirurgia de troca de rosto, assumindo assim outra identidade, e se refugiou na Tribo da Água do Norte onde se casou e teve dois filhos, Noatak (Amon) e Tarrlok. Mesmo sem seu poder, Yakone percebeu o potencial dos filhos e os ensinou a dobra de sangue fora da lua cheia pensando numa futura vingança contra o Avatar e toda Cidade República, mas foi traído por Noatak, que se tornou muito mais forte do que o pai jamais foi e fugiu da Tribo, abandonando a família. Após esse desapontamento, Yakone desistiu de tudo na vida, adoeceu e morreu depois de alguns anos.

### Lótus Vermelha
Uma corruptela da Lótus Branca que acredita que a sociedade secreta da qual deriva se tornou subserviente ao Avatar. O grupo acredita em uma filosofia anarquista e através de Zaheer é responsável pela morte da rainha da Terra quando ele a confronta dizendo "Talvez eu tenha esquecido de falar algo a você. Eu não acredito em Rainhas. Você acha que liberdade é algo que você dar ou tirar por capricho, mas, para o seu povo, liberdade é tão essencial quanto ar. E sem isso, não há vida" deixando claro o espírito desordeiro e pela tentativa de assassinato da Avatar Korra. 

### Kai
Kai é um dobrador de ar da nova Nação Do Ar. Era um ladrão de rua e vivia no Reino Da Terra. Após ser achado na rua por Korra, se juntou a Tenzin no Livro 3. Tentou fugir da Equipe Avatar duas vezes. Na primeira roubou todos e tentou fugir, mas foi capturado por Mako, que o pegou no flagra. Se não fosse a compaixão de Korra, estaria na prisão. Na segunda tentativa de fugir, ele fugiu para a parte baixa de Ba Sing Se, fazendo Mako e Bolin irem atrás dele, até que é capturado pelos guardas Dai Li e forçado a se juntar aos dobradores de ar presos por ela até que Korra e os outros invadem o castelo da rainha, libertando todos. Kai e os novos dobradores de Ar vão treinar no Templo do Ar do Norte, quando foram capturados por Zaheer e libertados pela Equipe Avatar. Sabe muito bem dominar o ar e tem um caso amoroso com a filha de Tenzin, Jinora.

### Opal
Opal é uma Dobradora de Ar da nova nação do ar como Kai. É sobrinha de Lin Beifong e filha de Suyin Beifong. Sua vô é a lendária Toph. Ela se junta aos novos dobradores após a Equipe Avatar ir para a cidade de metal, ZaoFu, onde é sua casa. Lá conhecem Opal e sua família, ela vira uma ótima amiga de Korra e Bolin, tendo certa atração entre os dois. Mesmo no início, ela se junta aos dobradores no Templo do Ar do Norte depois de Zaheer e a Lotús Vermelha atacarem sua cidade e quase levarem Korra. 3 anos depois, ela tem um romance meio complicado com Bolin, devido a agora ele trabalhar para Kuvira, e o alerta assim como o irmão mais velho dele, que são contra. Ela vive salvando as pessoas junto com seu parceiro Kai, como mostrado no Livro 4. Agora mora no Templo do Ar da Cidade República. No último episódio, no casamento de Varrick e Zhu Li, ela é vista animadamente arrastando Bolin para a pista de dança.

### Kuvira
Kuvira apareceu pela primeira vez no penúltimo episódio da temporada 3 (Mudanças). Mas na nova temporada ela tem um papel crucial: unir os Estados do Reino da Terra depois da morte da Rainha da Terra. Como vimos no último episódio 4, Kuvira se rebelou contra o novo Rei da Terra e contra todos os outros líderes de suas respectivas nações (a Senhora do Fogo, Tenzin, Suyin Beifong e ao Presidente da Cidade República). Kuvira é chamada de “Grande Unificadora” e é conhecida por ter mão de ferro. Após conquistar ZaoFu e derrotar Korra, ela parte para Cidade Republica onde é salva por Korra após perder a batalha e quase ser morta por sua própria arma.

## Dublagem brasileira
- Estúdio de dublagem: Som de Vera Cruz[21]

## Produção

### Influências
O design de arte da Cidade República, descrito como "se Manhattan tivesse ocorrido na Ásia," foi inspirada pelos anos 1920 e incorpora influências da arquitetura americana e europeia desse período. Elementos de film noir e steampunk também tiveram influência no conceito artístico da cidade. O design para a polícia de dominadores de metal é baseada nos uniformes da polícia de Nova Iorque dos anos 1920, e também em armaduras samurai.
Os estilos de luta usados pelos personagens na série anterior Avatar: The Last Airbender foram derivados de diferentes estilo de artes marciais chinesas. Ambientada 70 anos depois, o estilo de luta no centro multicultural que é Cidade República modernizou-se e hibridizou-se, sendo que os criadores incorporaram três estilos principais: artes marciais chinesas tradicionais, artes marciais mistas, e tricking. O esporte de dominação profissional (pro-bending, em inglês) introduzido na série foi inspirado pelos torneios de MMA.
O instrutor em artes marciais chinesas Sifu Kisu foi consultado para a série Avatar: The Last Airbender, e retornou como um consultor para as cenas de luta em The Legend of Korra. Os lutadores de MMA Jeremy Humphries e Mac Danzig foram creditados como sendo "provedores de vários movimentos que você verá na arena de dominação profissional", e Steve Harada e Jake Huang serviram como fontes para os pulos estilizados e para as acrobacias de "tricking" utilizadas no estilo de luta da série.

## Cidade República
Cidade República foi fundada por Aang e Zuko. É uma metrópole onde pessoas de todas as nações podem viver em paz e harmonia. Numa ilha central da cidade consta o templo do Ar, casa de Tenzin (filho de Aang, ex-membro do conselho da cidade) e uma grande imagem de pedra em homenagem ao avatar Aang. O mundo de Avatar se modernizou nesse tempo: tem carros, prédios com vidro, navios modernos, etc.. Como a cidade é para todas as nações, ela não possui tribos. A cidade realiza torneios de dominação profissional, onde 3 dobradores (de água, terra e fogo) competem contra outros 3 dobradores dos mesmos elementos. Mas nem tudo é alegria depois da morte de Aang, pois tudo esta virando um caos e os ideais iniciais estão se perdendo. Cabe a Korra ajudar a resolver estes conflitos. No Livro 2, depois da situação ter sido resolvida, a capital do mundo ganha um presidente chamado Raiko e desfaz o Conselho.

## Adicionais
- Aang encontrou uma manada de bisões voadores após a guerra. Os bisões e os lêmures não são mais espécies ameaçadas de extinção.
- Mike e Bryan insinuaram que haveria um triângulo amoroso na série mas não revelaram os personagens, porém como já foi revelado em vários episódios da série, o triângulo é entre Korra-Mako-Asami, até chegar ao fim no final do Livro 2.[4]
- Toph Beifong fundou a Acadêmia de Policia de Cidade República, onde os recrutas dominadores de terra aprenderam a técnica de dobra de metal, criada por ela mesma. Sua filha, Suyin Beifong fundou no estado de Zaofu, o Clã do Metal, uma cidade totalmente feita de metal. Este estado é um dos mais prósperos e bem sucedidos estado do Reino da Terra, o colocando assim como uma cidade mundial, bem como Cidade República e Ba Sing Se.

## Sequência
Assim como a história de Aang, a história da Avatar Korra continuou em quadrinhos, que estão sendo produzidos pela editora Dark Horse Comics.
Alguns desses quadrinhos são guerras territoriais e ruínas do império